# Ambystoma velasci
Ambystoma velasci é uma espécie de anfíbio caudado pertencente à família Ambystomatidae. Endêmica do México.